# 正義女神 Themis
《正義女神 Themis》，是由香港無綫電視、北京優酷科技有限公司聯合製作的時裝懸疑、法律、人性、恩仇電視劇。

## 製作
取景地為深圳與香港。 2024年11月18日進行開鏡拜神儀式。 2025年2月20日完成拍攝，殺青。